# Мулай Мухаммед I
Абу'л Амлак Сіді Мухаммед I ас-Шаріф ібн Алі (араб. الشَّرِيف بْن عَلِيّ بْن مُحَمَّد بْن عَلِيّ بْن يوسف بْن عَلِيّ‎; бл. 1589 — 5 червня 1659) — засновник династії Алауїтів, каді, потім султан Тафілалета в 1631—1641 роках. Відомий також як Мулай Мухаммед I, Шаріф ібн Алі та Мулай Алі Шаріф.

## Життєпис
Належав до Алідів, гілки Хасана ібн аль-Касіма, що першим з'явився з Далекому Магрибі в XIII ст. Син шаріфа Алі ібн Мухаммеда, що мав певний релігійний авторитет в Тафілальті. Народився 1588 або 1589 року в регіоні Тафілальт (південний схід сучасного Марокко). Ймовірно з 1610-х років, скориставшись послабленням влади султана Зідана ан-Насіра розпочав боротьбу за владу в Тафілалеті.
У 1631 року набув такої ваги, що прийняв титул султана, втім залишився невизнаний сусідами. Водночас уклав союз з Сіді Алі, володарем області Сус і шейхом завії Ілліх. Спільно з ним виступив проти марабутів Сіджильмаси та місцевих берберських племен. Втім невдовзі в суперечку за Сіджильмасу втрутилося суфійське братство (завія) Діла. Зрештою у липні 1633 року було укладено перемир'я з Мухаммедом аль-Хаджджем, головою Діли, а владу в Сіджильмасі отримав Сіді Алі.
1636 року син Мулай Мухаммеда I — Мухаммед захопив важливе місто Табуасамт, яке збиралося підкоритися Сіді Алі. У відповідь останній наказав схопити Мулай Мухаммеда I та відправити того до Сусу. Звільнено лише у 1637 року після сплати чималого викупу.
1638 року вдалося встановити владу над частиною долини Драа, а також створити більш менш сильне військо. Невдовзі Мулай Мухаммед допоміг Сіді Алі у битві біля Тазеруалет.
Втім конфлікт з Сіді Алі знову посилився. Війська Мулай Мухаммеда I відвоювали Сіджильмасу, а потім завдали поразки Сіді Алі. В результаті увесь регіон Талфілалет опинився під владою Мулай Мухаммеда I, який близько 1641 року передав владу синові Мухаммеду II, залишившись номінальним володарем.
Мулай Мухаммед I помер в 1659 році в столиці Тафілалету — Ріссані. Похований у власному мавзолеї.